# Merry Project
Merry Project（メリープロジェクト）は、アートディレクター水谷孝次が主宰する、笑顔とメッセージを集める、1999年から開始されたアートプロジェクト。これまで世界34カ国5万人以上の笑顔を撮影。
2009年に 特定非営利活動法人MERRY PROJECT としてNPO法人として設立登記。

## 「MERRY」の意味
merry【形】陽気｛ようき｝な、お祭り気分の、快活｛かいかつ｝な
「Merry」はメリークリスマス、などで使用される「メリー」と同じ意味で、楽しい、幸せなどの意味を持つ言葉である。

## コンセプト
「あなたにとってMERRY（楽しいこと、幸せなとき、将来の夢など）とは、何ですか？」
このシンプルな質問を世界中の人々に投げかけ、その笑顔とメッセージを集めています。MERRY PROJECTは、「笑顔は世界共通のコミュニケーション」をテーマに、MERRYの輪を広げていくコミュニケーションアートです。笑顔とメッセージに込められた、一人ひとりのMERRYな想いと、地球を大切に思う気持ちは、国境を越えてつながっていくと思います。

## 概要
「笑顔は世界共通のコミュニケーション」を合言葉に1999年より「MERRY PROJECT」を開始。
2005年には愛知万博「愛・地球広場」にて「MERRY EXPO」を展開。2006年これらの活動に対して第50回グッドデザイン賞受賞。
2008年北京五輪開会式のオープニングセレモニーに芸術顧問として参加。
世界中のMERRYな子どもの笑顔を提供し、プリントされた傘が開いた情景は、全世界に発信された。
また、五輪開催に合わせて8月8日より六本木ヒルズにて、世界に笑顔の花を咲かせよう、という笑顔とエコを絡めたコンセプトのもと「Merry Garden!」を展開。
2009年 Merry in Asiaとして中国・四川省、インドネシア・バンダアチェを取材し「Merry Umbrella Project」を開催。
2010年1月 TBS系列／毎日放送「情熱大陸」に「1月10日放送 笑顔をデザインする男」として出演。2010年5月上海万博に招聘。渋谷と同日同時刻に笑顔の傘を展開。
「Merry Umbrella Project」「Merry Farming」が2010年グッドデザイン賞を受賞。2011年キッズデザイン賞受賞。同年から、国連生物多様性の10年のパートナーシップ事業「MERRY FOREST」がスタート。
日本を中心に笑顔と環境をテーマに活動を行う。東日本大震災以降は被災地の復興支援プロジェクトとして「MERRY SMILE ACTION」を立ち上げ、被災地の復興を継続的に支援する活動を展開。また、10年目の9.11と3.11の半年を機に、NYから世界に向けて「子どもたちの笑顔は未来への希望」というメッセージを発信する「MERRY IN NY 2011」を開催。
2012年6月国際環境会議「Rio+20」地球サミットに日本代表として参加。本会議場をはじめ、経済産業省JAPANパビリオンやピープルズサミットなど多くの場所で笑顔の傘を展開。世界中のメディアから注目され報道された。7月、ロンドン五輪開催中のロンドンで「MERRY LONDON」を実施。
東日本復興支援のため、世界中から日本に届けられた想いに「日本はこんなに笑顔です」と伝え、感謝の気持ちを示した。韓国・麗水万博日本館ファサードでは、東北の子どもたちの笑顔が展開され、BIE賞で日本館が銅賞を受賞。
11月、1年前に大洪水で被災したタイ・アユタヤの子どもたちと東北の子どもたちをつなげる「MERRY IN AYUTAYA」を開催。あの洪水から一年が経つタイの子どもたちに、東北の子どもたちの笑顔の傘を広げてもらい、タイと東北を笑顔で繋げ、国際文化交流のきっかけを作った。
2013年8月MERRY PROJECTとして28カ国目となるミャンマーへ笑顔の取材を実施。10月福島県川内村の復興祭にて「笑顔でカエル川内村」アートプロジェクト開催。
2014年4月、福島県の小学生10万人が制作した笑顔のアート皿を巨大な地上絵に展開した「ふくしまっ子10万人の笑顔プロジェクト」（福島県民放4局合同企画）の監修他、様々なプロジェクトを通じて、現在も継続的な復興支援活動を行なっている。
2016年12月には、熊本地震への復興支援イベントとして、熊本・福島・神戸・東京の4か所を笑顔でつなぐイベント「MERRY SMILE XMAS」を開催。現在、2020年に開催される東京五輪・パラリンピックをきっかけに渋谷区と一緒に取り組む「笑顔のまちづくり」活動としておもいやりをアクションにする「daijobu PROJECT」が進行中。
これらの活動に対して第50回・第52回・第54回グッドデザイン賞、第14回桑沢デザインオブザイヤー賞、第1回エコ・アート大賞エコ・コミュニケーション賞、第1回・第5回キッズデザイン賞など受賞。
これまで世界34カ国で撮影した50,000人以上の笑顔とメッセージはMERRY PROJECTのウェブサイトでも見ることができる。1999年から開始したMERRY PROJECTは、2023年で23周年を迎える。
代表理事の水谷孝次は、東京2020オリンピック・パラリンピック大会聖火ランナーに選出された。

## これまでに取材した国・地域
- 1）1999年12月〜

2000年ミレニアムスマイルをコンセプトに、原宿の笑顔を撮影。
同コンセプトにて、ラフォーレ原宿にて展覧会を実施。
MERRY PROJECTがスタートする。
現在 日本（東京・神戸・札幌・名古屋・東北など全国に渡る）
- 2）2001年1月 イギリス（ロンドン）

※2001年2002年阪神淡路大震災から5年というコンセプトで、日韓Wカップに湧く、兵庫県神戸市の笑顔を取材。
- 3）2002年9月 アメリカ合衆国（ニューヨーク）

※2003年東京の笑顔を取材
※2004年札幌の笑顔を取材
以下、愛知万博のメインコンテンツ「MERRY EXPO」のため、世界20カ国へMERRYの取材へ出発（2005年2月まで）
- 4）2004年7月 イタリア（ヴェネチア）
- 5）2004年7月 ドイツ（ベルリン）
- 6）2004年8月 オランダ（アムステルダム）
- 7）2004年8月 フィンランド（ヘルシンキ）
- 8）2004年8月 ロシア（モスクワ）
- 9）2004年9月 フランス（パリ）
- 10）2004年9月 スペイン（バルセロナ）
- 11）2004年10月 エジプト（ルクソール・カイロ）
- 12）2004年11月 メキシコ（メキシコシティ・メリダ）
- 13）2004年11月 キューバ（ハバナ）
- 14）2004年11月 南アフリカ（ケープタウン）
- 15）2004年11月 ケニア（ナイロビ）
- 16）2004年12月 アルゼンチン（ブエノスアイレス）
- 17）2004年12月 ブラジル（リオデジャネイロ・）
- 18）2005年1月、2019年9月  ベトナム（ホーチミン）
- 19）2005年1月、2009年6月 中国（上海・四川省）
- 20）2005年1月 オーストラリア（シドニー・ブルーム・パース）
- 21）2005年1月 トンガ（ヌクアロファ）
- 22）2005年2月 インド（デリー・ムンバイ・ジャイプール）
- 23）2005年2月 タイ（バンコク・チェンマイ）
- 24）2008年12月 台湾（台北・台南）

※2009年四川大地震から1年後の中国・四川の笑顔を取材。
- 25）2009年6月 インドネシア（バンダアチェ）
- 26）2010年9月 ラオス（ポンサワン村・ポントゥム村・ナー村）

東日本大震災以降、
現在も日本全国・東北復興支援プロジェクトのため、子どもたちの笑顔の撮影を行なっている
（岩手県陸前高田市・宮城県東松島市・福島県いわき市・福島市など）
- 27）2012年8月 韓国（ヨス）
- 28）2013年8月 ミャンマー（ヤンゴン・ネピドー）
- 29）2015年9月〜10月 バングラデシュ（ダッカ・チッタゴン・ディナシュプール）
- 30）2017年3月〜4月 ネパール（カトマンズ・カブレチョーク郡 農村）
- 31）2018年3月 スリランカ（コロンボ・クルネーガラ）
- 32）2018年9月　カンボジア（プノンペン・シェムリアップ）
- 33）2022年3月　アラブ首長国連邦（ドバイ）
- 34）2022年3月　ヨルダン
- 35）2022年3月　レバノン
- 36）2022年3月　ルーマニア
- 37）2022年3月　イエメン
- 38）2022年3月　パキスタン
- 39）2022年3月　シリア
- 40）2022年3月　ウクライナ

今後の取材予定
・モンゴル
・フィリピン
・ブータン
以上 40カ国（2024年11月現在）

## 沿革
1999年
- 11月27日〜12月24日　Mori Hanae Open Galleryにて展覧会「Merry」を開催
- 12月15日〜12月31日　原宿アストロビジョン・有楽町マリオンビジョン・池袋アイムビジョンにて60秒映像「Merry」を上映

2000年
- 1月4日〜4月16日　ラフォーレミュージアム原宿+ラフォーレ原宿館内にて展覧会「Merry at Laforet 2000」開催
- 4月4日〜4月7日　新宿EPSON SQUAREにて展覧会「Merry at EPSON 2000」開催
- 4月20日〜4月25日　名古屋スペースプリズムデザイナーズギャラリーにて展覧会「Merry at Nagoya 2000」開催
- 5月18日〜5月19日　ニューヨークMETROPORITAN PAVIRIONにて「Tokyo Street 2000」に参加

2001年
- 4月29日〜5月13日　ラフォーレミュージアム原宿にて「Merry-London Life」開催
- 5月1日〜5月31日　ロンドンセルフリッジ百貨店にて「Merry-Tokyo Life」開催 ※
- 7月16日〜8月31日　凸版印刷ギャラリーPLAZA21にて「アジア発・ポップカルチャー展」に参加
- 9月13日〜9月25日　神戸21世紀・復興記念事業として神戸市オーガスタプラザにて「Merry in KOBE 2001」開催

2002年
- 2月21日　Virgin Megastore池袋店にて「Merry at Virgin 2002」常設展示
- 4月〜6月30日　サッカー・ワールドカップ開催期間中、神戸フェニックスプラザサポーターズビレッジ2Fにて「Merry in KOBE 2002」開催
- 3月25日〜12月　神戸21世紀・復興記念事業として神戸市新長田南再開発工事仮囲い「Merry in KOBE 2002」展示
- 3月29日〜4月7日　サッカー・ワールドカップ神戸市会場DUO Kobeにて「Merry in KOBE 2002」開催

2003年
- 2月14日〜2月23日　六本木ヒルズTHINK ZONEにて「Merry in New York」開催
- 7月5日〜8月31日　六本木ヒルズMetro Hat（7/25-8/3）、丸の内DCROSS、カレッタ汐留、電通ビル、日比谷公園他数十カ所にて「Merry in Tokyo」開催　　フリーペーパー発行
- 12月2日　渋谷「Merry Clean up Project」開催

2004年
- 4月1日〜5月30日　北海道札幌市4番街にて「Merry in Sapporo」、5万人のClean up Project（5/30）開催　　フリーペーパー発行
- 愛知万博のメインコンテンツ「MERRY EXPO」のため、世界20カ国へMERRYの取材へ出発（〜翌年2005年2月まで）

2005年
- 3月25日〜9月25日　2005年日本国際博覧会　愛知万博「愛・地球広場」にて「Merry EXPO」開催　巨大エキスポビジョンで世界中の人々の笑顔が上映された
- 5月30日　名古屋　栄にてゴミゼロの日「Merry EXPO Clean up project」開催
- 7月22日　新橋、汐留にて「Merry EXPO Clean up project in Shinbashi Shiodome」開催
- 9月17日　六本木にて「Merry EXPO ＋Ropponngi Clean up」開催
- 9月19日　名古屋にて「Merry EXPO Clean up project in NAGOYA」開催
- 12月15日　「MERRY EXPO -Book of global exchange-」発行

2006年
- 2月2日〜2月14日　ミキモト東京店にて世界中の人々の笑顔を使用したインスタレーション「Merry EXPO in TOKYO」を開催
- 2月23日〜3月14日　ミキモト名古屋店にて世界中の人々の笑顔を使用したインスタレーション「Merry EXPO in NAGOYA」を開催
- 5月20日　桑沢デザイン・オブ・ザ・イヤー賞　受賞
- 10月2日　第50回グッドデザイン賞「Merry EXPO/Merry Project」受賞
- 10月15日〜11月11日　「MERRYこどもの森づくり」活動　全5回開催（愛知／神奈川／千葉／福井／福岡）
- 12月14日　「MERRYこどもの森づくり」キット発売
- 12月14日〜12月16日　eco japan cap 第1回エコ・アート大賞 エコ・コミュニケーション賞　受賞

2007年
- 3月24日〜3月25日　愛知万博閉幕2周年イベント「MERRYこどもプロジェクト」開始
- 4月20日〜4月21日　アースデイ愛知2007にて「MERRYこどもプロジェクト」としてワークショップ&クリーンアップ開催

2008年
- 8月8日〜8月31日　六本木ヒルズにてMerry Garden!を開催
- 8月8日　2008年北京オリンピックの開会式に笑顔の写真を提供
- 11月15日〜12月25日　MERRY YOU '08（スターバックス銀座マロニエ店）
- 12月11日〜12月17日　Merry in Taiwan（台湾・台中・台南）

2009年
- 1月17日〜3月1日　MERRY YOKOHAMA at JICA（JICA横浜）
- 3月20日〜3月21日　MERRY FARM MARKET（名古屋テレビ塔）
- 4月18日〜4月19日　EARTH DAY TOKYO 2009 （代々木公園）
- 6月7日〜6月14日　MERRY in Asia （中国・四川）
- 6月22日〜7月2日　MERRY in Asia （インドネシア・スマトラ島）
- 8月1日〜8月31日　MERRY in YOKOHAMA （JICA横浜・パシフィコ横浜）
- 9月19日〜9月20日　Merry Farming Festa （日比谷パティオ）
- 10月1日〜　Merry Farming （港区エコプラザ・日比谷公園）
- 10月17日〜12月17日　「Dialogue / 国際対話展」招待出品 （台湾・彰化）
- 11月8日、12月26日　Merry Umbrella Project （インドネシア・スマトラ島）

2010年
- 3月8日〜3月21日　MERRY GO ROUND（東京・JICA地球ひろば）
- 4月1日〜　Merry Bowwow Project（愛知・犬山市）
- 5月5日　Merry Umbrella Project in 渋谷（東京・渋谷）
- 5月5日　Merry Umbrella Project in 上海万博（中国・上海）
- 5月29日〜5月30日　Merry Umbrella Project in Osaka（大阪・万博記念公園／花博記念公園）
- 5月19日〜6月14日　「水谷孝次のデザイン　-和顔愛語ミュージアム-」（東京・松屋銀座）
- 7月7日　世界を笑顔でつなぐJust Smile!!運動をクレフ・アトレと共に開始
- 8月1日　Merry Umbrella Project in Hiroshima（広島・中区）
- 8月7日　Merry Umbrella Project in Nagasaki（長崎・長崎市）
- 8月14日　Merry Umbrella Project in Okinawa（沖縄・糸満）
- 8月16日〜8月31日　Merry Umbrella Project at Centrair（愛知・中部国際空港／セントレア）
- 9月23日　Merry Umbrella Project in Miyajima（広島・宮島）
- 9月6日〜9月30日　MERRY COP10 at PIC東京（東京・世界銀行情報センター）
- 10月12日　Merry Umbrella Project in Nagoya（愛知・名古屋）
- 10月22日　MERRY COP10 at NANZAN（愛知・南山大学）
- 10月23日　MERRY COP10（愛知・名古屋）
- 10月24日　Merry Umbrella Project in Himeji（兵庫・姫路）
- 11月5日〜11月25日　MERRY in 多摩センター（多摩センター三越）
- 11月21日  MERRY IN KYOTO（京都）
- 11月23日〜11月30日　「MERRY MUSIC in LAO」としてラオスで撮影とワークショップを展開
- 12月1日〜12月25日　「Merry Tree Workshop」開催（伊勢丹新宿店）
- 12月4日〜12月25日　「MERRY JAL」開催（大阪・関西国際空港）
- 12月5日　「MERRY IN NARA」開催（奈良）
- 12月21日〜12月27日　	「MERRY MERRY X'MAS in GIFU」開催（岐阜・岐阜県民ふれあい会館）

2011年
- 1月9日　「MERRY IN KOBE」開催（兵庫・神戸ハーバーランド）
- 1月24日　「MERRY TRIP 世界青年の船」開催（神奈川・横浜港大桟橋）
- 2月5日〜2月9日　「MERRY ISLAND PROJECT」開催（瀬戸内）
- 1月24日〜　「MERRY SMILE ACTION」始動（全国）
- 3月26日　「MERRY MY TREE」開催（広島・尾道市／香川県・坂出市）
- 4月23日〜4月24日　「MERRY SMILE ACTION in いわき」開催（福島県・いわき市）
- 4月30日　「MERRY SMILE ACTION in 東松島」開催（宮城県・東松島市）
- 5月1日　「MERRY SMILE ACTION in いわき」開催（福島県・いわき市）
- 5月28日　「MERRY SMILE ACTION in 六本木」開催（東京・六本木ヒルズアリーナ）
- 8月6日〜8月8日　「MERRY SMILE ACTION in いわき」開催（福島県・いわき市）
- 9月11日　「MERRY IN NY 2011」（アメリカ合衆国・ニューヨーク市）
- 11月3日　「オレンジリボンキャンペーン2011啓発パレード」（愛知県・名古屋市／豊橋市）
- 11月6日　「MERRY SMILE XMAS in いわき」開催（福島県・いわき市）
- 11月12日　「MERRY SMILE XMAS in TOKYO DOME CITY」（東京ドームシティラクーア）
- 11月19日　「MERRY at 五井平和財団フォーラム」（銀座ブロッサム）
- 11月27日　「MERRY SMILE X'MAS in いわき」開催（福島県・いわき市）
- 12月3日〜12月4日　「MERRY IN KOBE」（兵庫県・神戸市）
- 12月5日　「MERRY SMILE ACTION」（東京都・日比谷）
- 12月23日　「MERRY SMILE XMAS in いわき」（福島県・いわき市）
- 12月27日　「MERRY in 岐阜」（岐阜・ふれあい福寿会館）

2012年
- 1月1日　「MERRY SMILE ACTION in 東松島」（宮城県・東松島市）
- 1月4日　「MERRY SMILE ACTION in いわき」（福島県・いわき市）
- 1月14日　「MERRY SMILE ACTION in 陸前高田」（岩手県・陸前高田市）
- 2月 - 「MERRY SMILE ACTION in いわきサンシャインマラソン」（福島県・いわき市）
- 2月 - 「MERRY SMILE ACTION in 東松島」（宮城県・東松島市）
- 2月 - 「MERRY IN FUKUOKA」（福岡県・福岡市 天神 IMS）
- 3月 - 「MERRY SMILE ACTION in LOVE FES 3.11」（兵庫県）
- 4月 - 「MERRY SMILE ACTION IN TAIWAN」（台湾・台南）
- 5月 - 「MERRY IN FUKUOKA」（福岡県・福岡市 天神 IMS）
- 5月 - 「Merry Farming in Odawara 甘夏フェスタ」（神奈川県・小田原市）
- 5月〜 - 「MERRY IN TOYOHASHI」（愛知県・豊橋市）
- 5月 - 「MERRY SMILE ACTION in 原宿」（東京都・原宿）
- 6月 - 「MERRY IN RIO+20 Earth Summit 2012」（ブラジル・リオデジャネイロ）
- 6月 - 「MERRY SMILE ACTION 「あさがおの種を東北に」」（宮城県・東松島市、福島県・いわき市）
- 7月 - 「MERRY LONDON in Tokyo」（東京都・港区）
- 7月 - 「MERRY LONDON in UK」（イギリス・ロンドン）
- 7月21日〜8月31日 - 「ハワイアンズ夏学級2012笑顔とハートのアート体験」（福島県・いわき市・スパリゾートハワイアンズ）
- 8月 - 「MERRY SMILE ACTION in 麗水国際博覧会」（韓国・麗水）
- 8月 - 「MERRY IN KASHIWA」（千葉県・柏市）
- 8月 - 「MERRY SMILE ACTION at Shinjuku Smile Festival 2012」（東京都・新宿区）
- 8月〜10月 - 「豊島区制80周年記念事業 MERRY IN TOSHIMA」（東京都・豊島区）
- 8月26日 - 「MERRY IN GIFU 2012」（岐阜県・モレラ岐阜）
- 9月11日 - 「MERRYなチャリティキャンドルライブ at 東京タワー」（東京タワー）
- 9月26日〜10月1日 - 「MERRY SHOP 銀座目利き百貨街2 」（東京・松屋銀座）
- 11月4日 - 「絆プロジェクト in 宮城」（宮城県・東松島）
- 11月9日 - 「MERRY SMILE ACTION in 気仙沼」（宮城県・気仙沼）
- 11月18日 - 「Merry Farming at 土と平和の祭典2012」（東京・日比谷公園）
- 11月18日 - 「MERRY IN AYUTAYA」（タイ・アユタヤ）
- 11月23日 - 「Merry Merry Xmas」（大阪・NU茶屋町）
- 12月23日 - 「MERRY SMILE XMAS」（福島県・いわき市）

2013年
- 1月1日 - 「MERRY SMILE ACTION in 宮城県名取市」（宮城県・名取）
- 1月14日 - 「MERRY IN KAMEIDO」（東京・亀戸）
- 1月27日 - 「絆プロジェクト in 福島」（福島県いわき市）
- 1月29日 - 「『水谷孝次×GILLE』音楽とアートの“笑顔”のコラボ」（東京・池袋）
- 2月10日 - 「MERRY SMILE ACTION at 第27回 フライハイおいで 2013」（宮城県・仙台）
- 2月24日 - 「ウメリー＠上山集楽」（岡山県・美作市）
- 3月9日 - 「MERRY SMILE ACTION in KOBE 2013」（兵庫・神戸）
- 3月10日 - 「MERRY SMILE ACTION in 仙台」（宮城県・仙台）
- 3月17日 - 「MERRY IN TOYOHASHI」（愛知県・豊橋）
- 3月21日 - 「絆プロジェクト in 岩手」（岩手県・陸前高田市）
- 3月23日 - 「かながわ子ども虐待防止オレンジリボンキャンペーン」（神奈川県・横浜）
- 3月24日 - 「樽見鉄道で行く！MERRYツアー親子でうすずみ体験」（岐阜県・本巣市）
- 3月14日 - 「Merry Mini Umbrella Workshop at 伊勢丹新宿店」（東京・新宿）
- 4月14日 - 「MERRY IN TOYOHASHI 2013 豊橋市の笑顔のまちづくり」
- 4月20日〜21日 - 「アースデイいのちの森」
- 4月28日 - 「樽見鉄道で行く！MERRYツアー親子でうすずみ体験」
- 5月11日〜3月 - 「MERRY ART GARDEN 2013（港区アート文化活動助成事業）」（東京・港区）
- 6月22日 - 「MERRY BOWLING」
- 7月20日〜8月31日 - 「ハワイアンズサマースクール2013 笑顔ひろがるアート体験」（福島県・いわき市）
- 7月27日〜8月11日 - 「なつやすみこどもびじゅつかん〜アートでコミュニケーション〜」（宮城県・仙台市・宮城県美術館）
- 8月4日〜6日 - 「MERRY ESD 中部大学50周年」
- 12月21日 - 「I'KIDS XMAS PARTY」
- 12月23日 - 「MERRY SMILE XMAS in いわき 2013」（福島県・いわき市）

2014年
- 4月2日〜4月4日 - 「ふくしまっ子10万人の笑顔プロジェクト」（福島県・あづま総合体育館）

※福島県内の民間テレビ4局(FT V・FCT・KFB・TUF)合同企画／監修：水谷孝次
- 5月〜2015年2月 - 「MERRY ART GARDEN 2014」（東京・港区）
- 6月〜12月 - 「MERRY SMARK 糸プロジェクト」（群馬県・高崎市）

2015年
- 1月17日 - 「MERRY IN KOBE 2015」（兵庫県・神戸市新長田）
- 3月7日 - 「MERRY in LOVEフェス」（兵庫県・神戸市新長田）
- 3月21日 - 「MERRY IN International Great Charity Festival」（東京・渋谷区・代々木第二体育館）
- 5月〜12月 - 「MERRY ART GARDEN 2015」（東京・港区）
- 6月 - 「MERRYあさがおプロジェクト」（福島県いわき市）
- 9月〜10月 - 「MERRY IN BANGRADESH」（バングラデシュ・ダッカ・チッタゴン・ディナシュプール）
- 12月21日 - 「MERRY SMILE XMAS in IWAKI」（福島県・いわき市）
- 12月23日 - 「MERRY SMILE XMAS in OSAKA」（大阪府・千里丘）

2016年
- 1月17日 - 「MERRY IN KOBE 2016」（兵庫県・神戸市新長田）
- 5月〜11月 - 「MERRY ART GARDEN 2016」（東京・港区）
- 7月28日 - 「MERRY TOKYO TO RIO」（東京・港区／駐日ブラジル大使館）
- 7月30日〜 - 「豊橋市制110周年記念事業 MERRY IN TOYOHASHI ／夏色 MERRY BROSSOM」（愛知県・豊橋市）
- 9月16日 - 「MERRY RIO TO TOKYO」（ブラジル・リオデジャネイロ／ジーコサッカーセンター）
- 12月17日 - 「MERRY SMILE XMAS in TOKYO」（東京都・渋谷区／恵比寿ガーデンプレイス）
- 12月17日 - 「MERRY SMILE XMAS in IWAKI」（福島県・いわき市）
- 12月18日 - 「MERRY SMILE XMAS in KOBE」（兵庫県・神戸）
- 12月18日 - 「MERRY SMILE XMAS in KUMAMOTO」（熊本県・熊本市・益城町）

2017年
- 3月〜4月 - 「MERRY IN NEPAL」（ネパール）
- 5月〜10月 - 「MERRY ART GARDEN 2017」（東京・港区）
- 10月28日 - 「MERRY SMILE MINATO for 2020」（東京都・港区／港区立芝公園）
- 11月3日 - 東京2020オリンピック・パラリンピック競技大会公認・渋谷区文化プログラム「MERRY SMILE SHIBUYA for 2020」（東京都・渋谷区／渋谷ヒカリエ）主催：渋谷区 ／ 企画・運営：MERRY PROJECT

2018年
- 3月 - 「MERRY IN SRILANKA」（スリランカ／コロンボ・クルネーガラ）
- 8月25日 - 東京2020オリンピック・パラリンピック競技大会公認・渋谷区文化プログラム「MERRY SMILE SHIBUYA for 2020」（東京都・渋谷区／国連大学）主催：渋谷区 ／ 企画・運営：MERRY PROJECT
- 9月 - 「MERRY IN CAMBODIA」（カンボジア／プノンペン・シェムリアップ）

2019年
- 3月9日 - 港区東京2020応援プログラム「MERRY SMILE MINATO」（東京都・港区／増上寺）主催：MERRY PROJECT
- 8月24日 - 東京2020オリンピック・パラリンピック競技大会公認・渋谷区文化プログラム「MERRY SMILE SHIBUYA for 2020」（東京都・渋谷区／国連大学）主催：渋谷区 ／ 企画・運営：MERRY PROJECT
- 9月 - 「MERRY IN VIETNAM」（ベトナム／ホーチミン）

2020年
- 2月9日 - 港区東京2020応援プログラム「MERRY SMILE MINATO」（東京都・港区／スポーツセンター）
- 3月 - 「MERRY IN TOKYO 2020」（東京・オリンピックミュージアム周辺）
- ８月21日 - 港区東京2020応援プログラム「MERRY SMILE MINATO」（東京都・高輪ゲートウェイ駅前特設イベント会場「TAKANAWA GATEWAY FEST」）
- ９月21日 - 東日本復興支援「MERRY SMILE KITE」（宮城県・黒川郡大衡村・万葉クリエイトパーク）
- 11月21日・22日 - 東京2020オリンピック・パラリンピック競技大会公認・渋谷区文化プログラム「MERRY SMILE SHIBUYA 2020」主催：渋谷区 ／ 企画・運営：MERRY PROJECT

2021年
- 3月7日 - 「MERRY SMILE ACTION」（宮城県・仙台市）
- ３月14日 - 「MERRY EXPO OSAKA」（大阪府・大阪市中央区・道頓堀他）
- ３月27日 -「MERRY SDGs ACTION in NAGOYA」（愛知県・名古屋市）
- ８月1日 - 港区東京2020応援プログラム「MERRY SMILE MINATO」（東京都・渋谷区）
- ８月24日 - 9月5日 東京2020オリンピック・パラリンピック競技大会公認・渋谷区文化プログラム「MERRY SMILE SHIBUYA 2020」

主催：渋谷区 ／ 企画・運営：MERRY PROJECT
- ９月１９日 - 港区文化芸術活動サポート事業「MERRY SDGs ART GARDEN／みんなのSDGs」（東京都・港区）

2022年
- 3月26日 - 3月31日 -「MERRY EXPO in DUBAI」（アラブ首長国連邦・ドバイ）
- 6月12日 -「MERRY SDGs ACTION in AKASHI」（兵庫県・明石市）
- 6月4日 - 港区NPO活動助成事業「MERRY SDGs ART GARDEN／みんなのSDGs」（東京都・港区）
- 7月17日 - 7月18日「MERRY EXPO OSAKA」（大阪府・大阪市中央区・道頓堀他）
- 7月30日 - 港区NPO活動助成事業「MERRY SDGs ART GARDEN／みんなのSDGs」（東京都・港区）
- 9月3日 - 港区NPO活動助成事業「MERRY SDGs ART GARDEN／みんなのSDGs」（東京都・港区）
- 9月25日 -「MERRY SDGs ACTION in AKASHI」（兵庫県・明石市）
- 10月2日 - 港区NPO活動助成事業「MERRY SDGs ART GARDEN／みんなのSDGs」（東京都・港区）
- 10月22日 - 「MERRY IN HIROSHIMA」（広島県・中区・原爆ドーム）
- 12月17日 - 港区NPO活動助成事業「MERRY SDGs ART GARDEN／みんなのSDGs」（東京都・港区）

2023年
- 4月2日 - 「すみのえSDGsアクション 大和川スマイルプロジェクト」（大阪府・住之江区）
- 6月10日 - 港区NPO活動助成事業「MERRY SDGs ART GARDEN／みんなのSDGs」（東京都・港区）
- 7月8日 - 「MERRY SDGs ACTION in FUJISAWA／Merry azbil」（神奈川県・藤沢市・鵠沼海岸）
- 7月29日 - 港区NPO活動助成事業「MERRY SDGs ART GARDEN／みんなのSDGs」（東京都・港区）
- 8月26日 - 港区NPO活動助成事業「MERRY SDGs ART GARDEN／みんなのSDGs」（東京都・港区）
- 9月15日 - 友愛医療センターにて「笑顔のちから」講演会（沖縄県・豊見城市）
- 10月7日 - 港区NPO活動助成事業「MERRY SDGs ART GARDEN／みんなのSDGs」（東京都・港区）
- 10月18日 - 「MERRY SDGs WORKSHOP in KOBE」（兵庫県・神戸市）
- 11月11日 - 「MERRY SDGs ACTION in FUJISAWA／Merry azbil」（神奈川県・藤沢市・鵠沼海岸）
- 12月16日 - 港区NPO活動助成事業「MERRY SDGs ART GARDEN／みんなのSDGs」（東京都・港区）

2024年
- 2月19日 - 2月25日 「MERRY IN NEPAL／MOMOTARO PROJECT」（ネパール・カトマンズ）
- 4月13日 - 4月14日 「MERRY SDGs WORKSHOP in OSAKA」（大阪府・西区）
- 4月20日 - 「MERRY SDGs ACTION in FUJISAWA／Merry azbil」（神奈川県・藤沢市・鵠沼海岸）
- 5月25日 - 5月26日 「MERRY SDGs WORKSHOP in OSAKA」（大阪府・西区）
- 6月8日 - 「原リンピック・誰でも運動会 ／ Daijobu SPECIAL GALLERY」（東京都・渋谷区・原宿外苑中学校）
- 6月15日 - 港区NPO活動助成事業「MERRY SDGs ART GARDEN／みんなのSDGs」（東京都・港区）
- 6月21日 - 6月23日 「MERRY SDGs WORKSHOP in OSAKA」（大阪府・中央区）
- 6月22日 - 「SIOP Asia 2024／オープニングセレモニー／笑顔の傘」（神奈川県・横浜市）
- 7月27日 - 港区NPO活動助成事業「MERRY SDGs ART GARDEN／みんなのSDGs」（東京都・港区）
- 8月24日 - 港区NPO活動助成事業「MERRY SDGs ART GARDEN／みんなのSDGs」（東京都・港区）
- 9月21日 - 港区NPO活動助成事業「MERRY SDGs ART GARDEN／みんなのSDGs」（東京都・港区）
- 12月21日 - 港区NPO活動助成事業「MERRY SDGs ART GARDEN／みんなのSDGs」（東京都・港区）

## 受賞歴
2002年
- ラフォーレミュージアム原宿にて開催された「Merry London life」とロンドン・セルフリッジ百貨店にて開催された「Merry Tokyo Life」が、DISTINCTIVE MERIT at 81st New York ADC Exhibition に入賞

2004年
- 六本木ヒルズ　メトロハット + 森タワー の空間デザインが、社団法人日本サインデザイン協会『第38回SDA賞』に入選

2006年
- eco japan cap 『第1回エコ・アート大賞』 エコ・コミュニケーション賞　受賞 「MERRY PROJECT」
- 財団法人日本産業デザイン振興会『第50回グッドデザイン賞』受賞　「Merry Project/Merry EXPO」
- 『第14回桑沢賞』　桑沢デザイン・オブ・ザ・イヤー賞　「Merry Project/Merry EXPO」
- 東京アートディレクターズクラブ『2006年度ADC賞』ノミネート「MERRY EXPO -Book of global exchange-」
- 富山県立近代美術館『第8回　世界ポスタートリエンナーレトヤマ2006』入選　「MERRY EXPO」POSTER
- 社団法人日本サインデザイン協会『第40回SDA賞』入選 「Merry Expo in Aichi + Merry Expo in Tokyo」
- 日本グラフィックデザイナー協会　JAGDA『Graphic Design in Japan 2007』入選　「MERRY EXPO -Book of global exchange-」
- 東京タイプディレクターズクラブ『07TDC賞』入選 「MERRY EXPO -Book of global exchange-」
- 「MERRY EXPO / MERRY PROJECT」グッドデザイン賞受賞

2007年
- Yahoo!インターネットクリエイティブアワード2007　ノミネート
- Hong Kong International Poster Triennial 2007 入選　「Merry EXPO」Poster
- キッズデザイン協議会「MERRYこどもプロジェクト」キッズデザイン賞受賞

2008年
- 「MERRY MESSAGE CD,DVD」グッドデザイン賞受賞

2010年
- 子どもの笑顔をデザインする「Merry Umbrella Project」「Merry Farming」グッドデザイン賞受賞

2011年
- キッズデザイン協議会「Merry Workshop」キッズデザイン賞受賞

2012年
- DSA空間デザイン賞2012入選「MERRY IN FUKUOKA」（福岡天神・イムズ）

2013年
- 第4回 Make a CHANGE Day 「MERRY SMILE ACTION in タイ・アユタヤ ⇔ 宮城県東松島市&気仙沼」奨励賞受賞

2014年
- 第5回 Make a CHANGE Day 「ふくしまっ子10万人の笑顔プロジェクト」トヨタ自動車賞受賞
- KIDS DESIGN AWARD 2014「ふくしまっ子10万人の笑顔プロジェクト」キッズデザイン賞 受賞
- GOOD DESIGN AWARD 2014「ふくしまっ子10万人の笑顔プロジェクト」グッドデザイン賞 受賞
- SDA サインデザイン賞「ふくしまっ子10万人の笑顔プロジェクト」入選

## 主な出版物
- 1999年12月 - 『Merry』INFAS
- 2000年12月 - 『Merry』BAUHAUS
- 2001年4月 - 『Merry-London Life』
- 2001年6月 - 『Merry at Roppongi』
- 2002年1月 - 『Merry in KOBE』神戸新聞出版センター
- 2005年12月 - 『MERRY EXPO - Book of global exchange -』新風舎
- 2007年11月 - 『MERRY MESSAGE CD , MERRY MESSAGE DVD』
- 2008年12月 - 『MERRY』
- 2010年1月 - 『デザインが奇跡を起こす』PHP研究所
- 2014年9月 - 『地球はメリーゴーラウンド』PHP研究所
- 2015年5月 - 『はーい、にっこり！』女子パウロ会
- 2015年12月 - 『みんなで うたって おどろう「はーい、にっこり！」』（CD）女子パウロ会
- 2021年3月 - 『みんなのSDGs ／未来を変えるメッセージ』リベラル社
- 2023年7月 - 『みんながヒーロー・SDGsとまほうのカギ』中央公論新社

## コラボレーション商品
- 2015年1月 - 「MERRY SOUP」（世界のごちそうパレルモ）

スープの売り上げの一部が、MERRY PROJECTの笑顔の社会貢献につながる
- MERRY PROJECT WEB SITE

- 2016年3月 - 「MERRY SOCKS」（美足華舞）

ソックスの売り上げの一部が、MERRY PROJECTの笑顔の社会貢献につながる
- MERRY SOCKS WEB SITE